# Oncocnemis balteata
Oncocnemis balteata là một loài bướm đêm trong họ Noctuidae.